# Orunia Górna

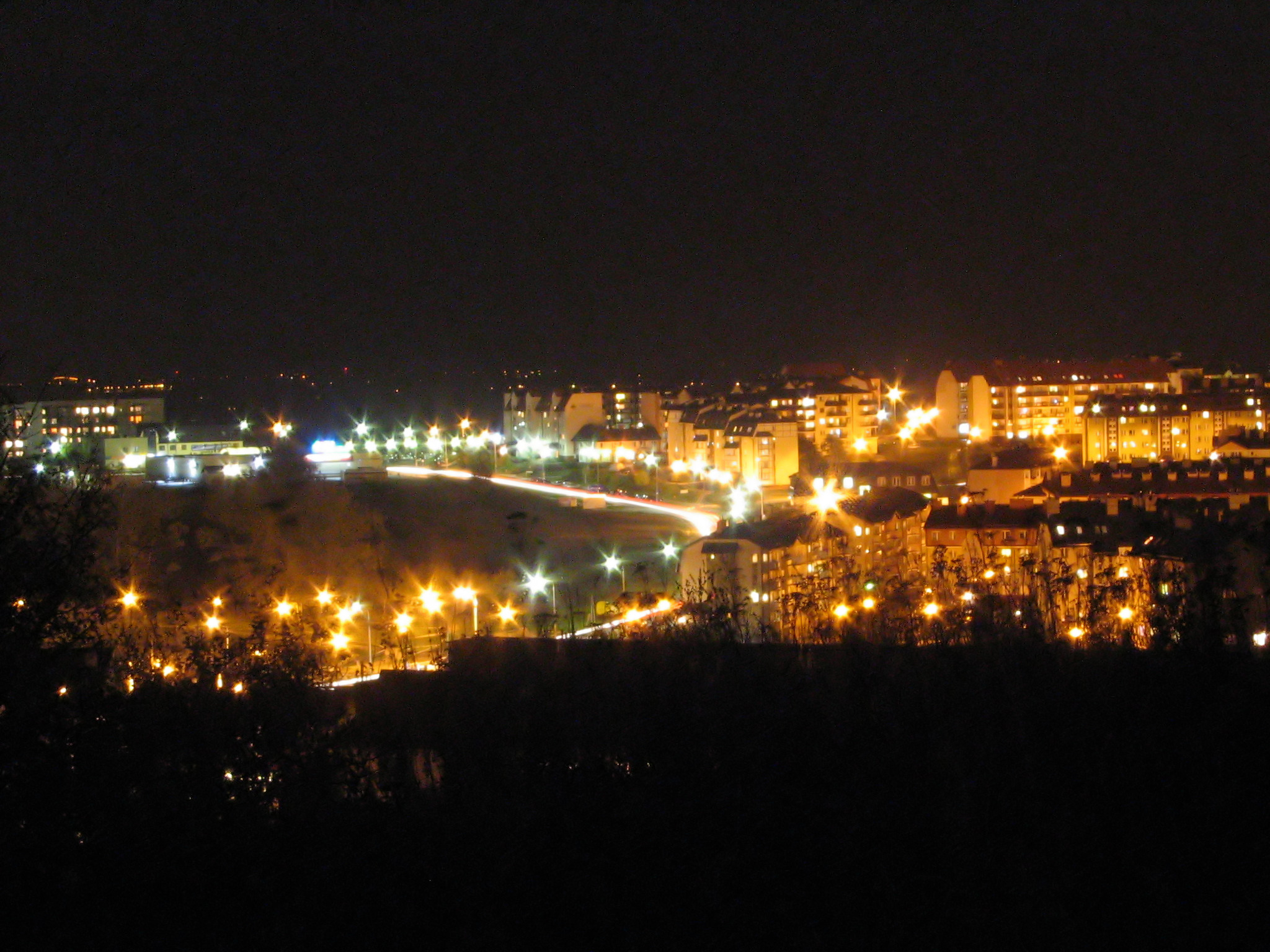
Orunia Górna nocą, widok od strony Ujeściska

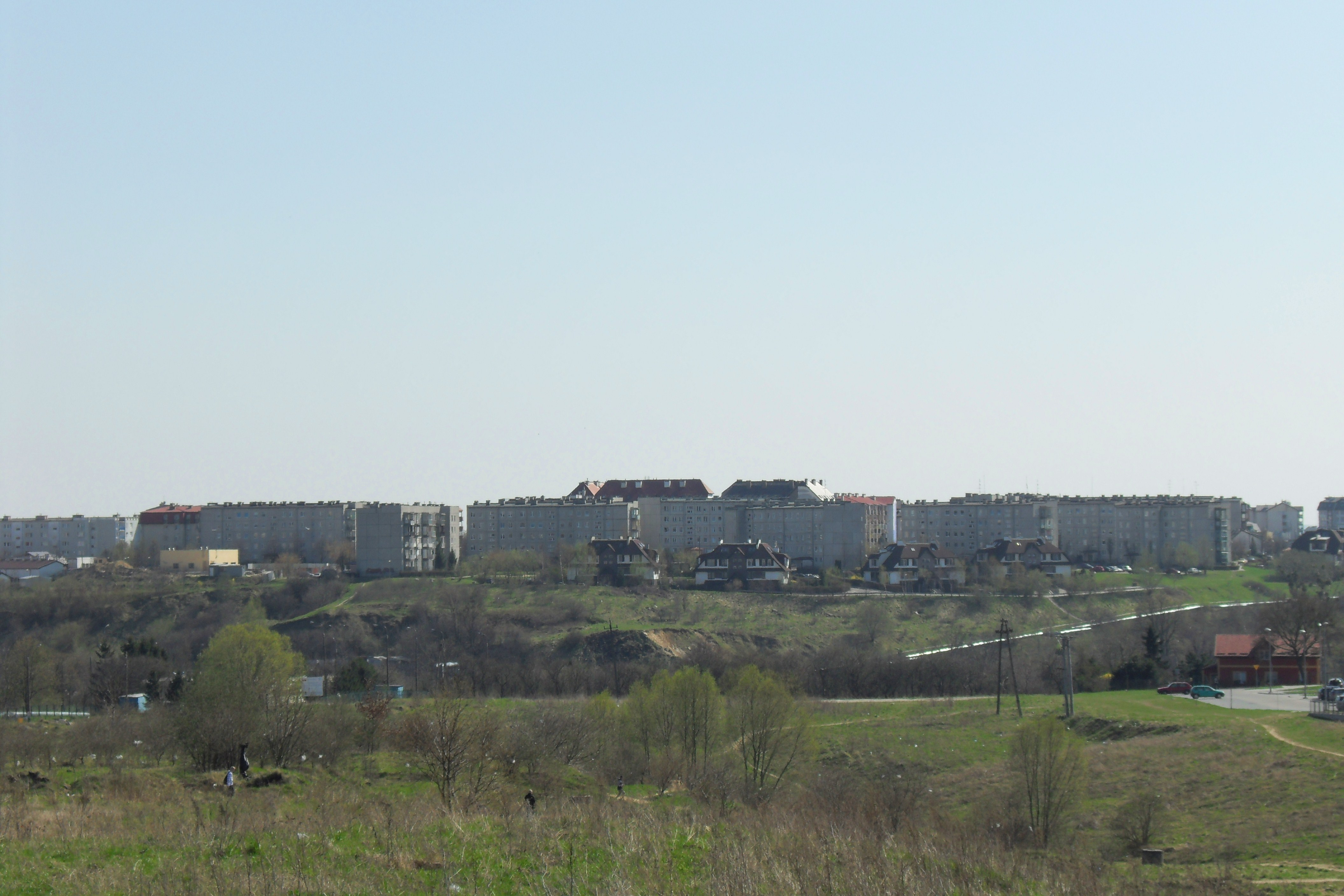
Widok na osiedle od strony Chełmu

Orunia Górna – osiedle w Gdańsku, w dzielnicy Orunia Górna-Gdańsk Południe. Ma charakter sypialni. W 2017 podjęto prace zmierzające do nadania mu statusu dzielnicy, która miała powstać w wyniku wydzielenia z dzielnicy Chełm terenów na południe od ulic Małomiejskiej i Świętokrzyskiej. 30 sierpnia 2018 roku ostatecznie podjęto decyzję o utworzeniu 35. dzielnicy Gdańska nazwanej Orunia Górna-Gdańsk Południe, w której skład wchodzą Orunia Górna, Maćkowy oraz osiedla Cztery Pory Roku, Moje Marzenie, Kolorowe.

## Kwestia nazwy
Nazwa Orunia Górna jest nazwą zwyczajową, nadaną osiedlu podczas budowy w latach 90. XX wieku. Nie ma ona żadnego źródła historycznego, a teren ten był nieużytkami znajdującymi się pomiędzy Ujeściskiem a Orunią, zwaną błędnie Dolną. Nazwę Orunia Górna wprowadzono na plany miasta w 2001 r.

## Położenie administracyjne
Orunia Górna leży we wschodniej części dzielnicy Orunia Górna-Gdańsk Południe, graniczy z dzielnicą Orunia-Św. Wojciech-Lipce.

### Sąsiednie podjednostki
- od północy: Ujeścisko, Oruńskie Przedmieście
- od wschodu: Ptaszniki, Orunia
- od zachodu: os. Moje Marzenie, Łostowice
- od południa: Maćkowy, Park Oruński

## Położenie geograficzne
Orunia Górna położona jest na Górnym Tarasie Gdańska. Dokładniej, została ulokowana na nieużytkach pomiędzy Orunią, Ujeściskiem a Łostowicami.
Osiedle położone jest na wzgórzach morenowych. Południowy kraniec to skarpa nad zespołem przyrodniczo-krajobrazowym Dolina Potoku Oruńskiego. Do wschodniego krańca przylegają Oruńskie wzgórza: Góra Łez, Góra Gliniana, Wzgórze Ptaszników. Zachodni kraniec osiedla charakteryzuje się delikatniejszym spadkiem.
Długość południkowa to ok. 1,2 km. Szerokość równoleżnikowa to ok. 1,6 km.

## Komunikacja
Od północnego wschodu osiedle ogranicza droga wojewódzka nr 221.
Komunikację zapewniają autobusy oraz tramwaje na zlecenie ZTM Gdańsk.
Na zachodnim krańcu osiedla znajduje się węzeł przesiadkowy Park&Ride, który posiada błędną nazwę Łostowice-Świętokrzyska, gdyż w całości, oprócz jednego parkingu, leży na terenie osiedla Orunia Górna. Na węźle tym znajduje się również Punkt Obsługi Klienta ZTM Gdańsk.
Przez Orunię Górną przejeżdżają również linie autobusowe lokalnych przewoźników (P.A. Gryf) oraz linii dalekobieżnych z Chojnic, Człuchowa.

## Wykaz ulic osiedla
- Małomiejska (29-33)
- Świętokrzyska (1-15)
- Platynowa
- Krzemowa
- Uranowa
- Kadmowa
- Nad Potokiem
- Emilii Hoene
- Gen. Leopolda Okulickiego
- Gen. Kazimierza Sosnkowskiego
- Gen. Augusta Emila Fieldorfa
- 3 Brygady Szczerbca
- Kurierów Armii Krajowej
- Strzelców Karpackich
- Biskupa Hieronima Rozrażewskiego
- Biskupa Konstantyna Dominika
- Alojzego Bruskiego
- Antoniego Antczaka
- Zygmunta Rumla
- Mikołaja Działyńskiego
- Władysława Świechockiego
- Dywizji Wołyńskiej
- Jana Czirenberga
- Gabriela Rzączyńskiego

## Obiekty

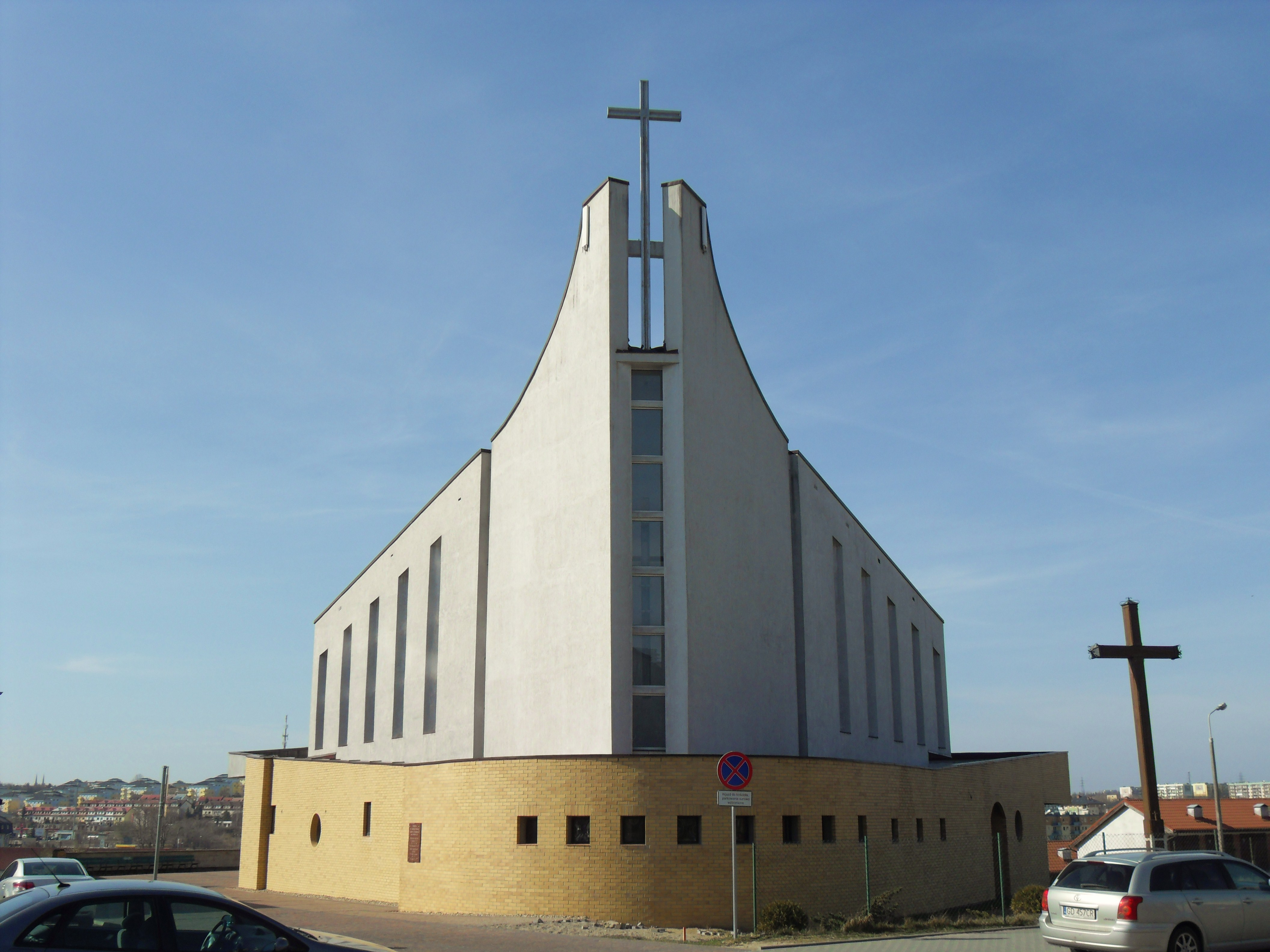
Kościół św. Jadwigi Królowej

- Zespół Kształcenia Podstawowego i Gimnazjalnego nr 6, im. Zasłużonych Ludzi Morza – ul. Emilii Hoene 6
  - Szkoła Podstawowa nr 19 i Gimnazjum nr 7
- I Komisariat Policji w Gdańsku – ul. Platynowa 6F
- Kościół św. Jadwigi Królowej – ul. Krzemowa 3
- Pętla tramwajowa Łostowice-Świętokrzyska – ul. Świętokrzyska 15
- BaltiMed – zakład opieki zdrowotnej – ul. Krzemowa 16